# Народен учител (1883 – 1893)
„Народен учител“ с подзаглавие Чисто научно ежемесечно списание е българско списание, излизало в Русе, Княжество България, от януари 1883 година до 1893 година.

## История
На 22 октомври 1882 година министерството на вътрешните работи на Княжество България издава на русенския гражданин Стоян Ив. Роглев позволение № 8025, с което му се позволява да издава „чисто научно списание“, наречено „Народен учител“. На практика Роглев е само благодадеждният български гражданин, а фактическият двигател и редактор на списанието е хърватинът публицист и революционер Драгутин Карл Валтер. От 6 брой на I годишнина Ст. Ив. Роглев е отговорен уредник, а Драган Валтер - списател, а от четвъртата годишнина редактор е Др. Валтер.
Печатането на списанието започва на 18 януари 1883 година.
Списанието се печата в печатницата на Нестор К. Жейнов. По-късно в печатниците на Д. М. Дробняк, печатницата на вестник „Славянин“, печатницата на Райчо М. Каролев, собствена печатница на списание „Народен учител“, печатницата на Ст. Ив. Роглев и печатница „Кирил и Методий“.
| Годишнина | Броеве | Дата                        |
| --------- | ------ | --------------------------- |
| I         | 1 – 12 | януари 1883 – декември 1883 |
| II        | 1 - 12 | януари 1884 – декември 1884 |
| III       | 1 – 12 | януари 1885 – декември 1885 |
| IV        | 1 – 12 | март 1886 – февруари 1887   |
| V         | 1 – 12 | юни 1887 – април 1888       |
| VI        | 1      | 1893                        |